# Campania NATO de bombardare în Bosnia și Herțegovina din 1995
Campania NATO de bombardare în Bosnia și Herțegovina (nume de cod NATO Operațiunea Deliberate Force) a fost o campanie aeriană condusă de organizația militară NATO pentru a submina capacitatea militară a Armatei Republicii Srpska care a amenințat și a atacat zonele de siguranță desemnate de ONU în Bosnia. Operațiunea s-a desfășurat între 30 august și 20 septembrie 1995, implicând 400 de aeronave și 5000 de persoane din partea a 15 state.
Deși operațiunea a fost planificată și aprobată de către Consiliul Nord-Atlantic în iulie 1995, aceasta a fost declanșată în răspuns direct la al doilea val de masacre din Markale de la 28 august 1995.